# Jon Errasti
Jon Errasti Zabalete (Eibar, 6 de junho de 1988) é um futebolista espanhol que atua como volante. Defende atualmente o Spezia Calcio.

## Carreira
Natural de Eibar, Guipúscoa, Jon jogou pelas categorias de base da Real Sociedad, fazendo sua estreia sênior pela equipe reserva na temporada 2007–08, pela Segunda División B.
Em junho de 2012, Jon assinou contrato com o Eibar, então também clube da terceira divisão. Foi imediatamente titular, tendo quase 4 mil minutos de jogo em todas as competições na temporada, ajudando a equipe na promoção à Liga Adelante.
Em 28 de setembro de 2013, fez sua estreia na segunda divisão, jogando como titular na derrota por 3 a 2 contra o Sporting de Gijón. Contribuiu com 32 partidas na temporada 2013–14, enquanto os Armeros conquistaram o título da liga e conseguiram a chance de participar pela primeira vez da primeira divisão.
Jon fez sua primeira partida na primeira divisão em 24 de agosto de 2014, na vitória por 1 a 0 contra a Real Sociedad. Quase um ano depois, foi transferido ao clube italiano Spezia Calcio.